# Marco Gobetti
Marco Gobetti (Torino, 1967) è un attore italiano.

## Biografia
Marco Gobetti nasce a Torino nel 1967. Dopo studi classici si iscrive all'Università degli Studi di Torino frequentando i corsi di Lettere antiche a indirizzo orientale. Dopo un anno abbandona la facoltà, impartisce lezioni di greco e latino e lavora come muratore; il primo lavoro di una lunga serie: elettricista, operaio, carrellista e programmatore. Nel 1997 recita ne "La confessione" per la regia di Walter Manfrè. Con artisti di diversa formazione artistica (legati al campo musicale, grafico, fotografico) fonda la compagnia "Il Barrito degli Angeli" che debutta nel 1998 con "La luna, bisogna crederci per forza" tratto da Cesare Pavese. Sino al 2000 realizza il "progetto Stanza Teatrale" presso il C.S.A. Askatasuna di Torino. Due anni dopo recita in "Ballata per Woyzeck - Tramelogedia in venti quadri per un attore, un burattinaio e tre musici", scritto e diretto da Beppe Rizzo. Dal 1995 al 2005 pratica il teatro di strada sui lungomare toscani e partecipa in qualità di narratore a due edizioni del Ferrara Buskers Festival e del Buskers Festival di Pelago (1997 e 1998). Dopo "Io e Matteo" (2001) e "La Terra dei Miracoli" (2002), torna a collaborare con il regista Leo Muscato nello spettacolo "Romeo & Giulietta - Nati sotto contraria stella". Continua intanto la sua attività di drammaturgo mettendo in scena i monologhi teatrali "Amore assalì il bestiame", "In memoria di nonno Antonino", "Il pasto" e "Il sogno di Cichinìn". Seguono altri monologhi quali "Voglio un pappagallo - Matthew Smith: il p(r)ezzo della vita di un uomo" e In-ec-cesso: "Una bomba per cintura" e l'atto unico "Lo stagno" in collaborazione con Anna Delfina Arcostanzo. Nel luglio 2006 fonda il "Teatro Stabile di Strada", con cui "tenta di contaminare il sistema teatrale, proponendo su strada, in modo autonomo, organizzato e frazionatamente stanziale, gli stessi spettacoli (soprattutto i monologhi) che già propone nei circuiti istituzionali". Nel dicembre 2007 riceve da parte della Regione Piemonte "il Premio per la valorizzazione delle espressioni artistiche di strada", grazie alla sua attività con il Teatro Stabile di Strada.
Nel 2007 fonda la Compagnia Marco Gobetti.
Fra gli altri suoi testi e spettacoli: “La memoria non è mai cimitero – I meccanismi della Shoah nella storia dell’uomo”, “Cristo muore in fabbrica: è solo un altro incidente” - con Ruggero Dondi e Dario Buccino -, “L’anciové sota sal”, “1863-1992 | Di Giovanni in oltre – Storia d’Italia e di persone da Giovanni Corrao a Giovanni Falcone”, “La tragedia della libertà”, “Un carnevale per Sole e Baleno” (premio NdN 2014), “Gli epigoni”; con Leonardo Casalino “Raccontare la Repubblica – Storia italiana dal 1945 a oggi: sette testi da interpretare a voce”, con Beppe Turletti e Simona Gallo, “Tempesta 1944-45 – Nino racconta la Resistenza di Mario Costa”.
Fra i progetti: “I Santi sulla strada”, “Dove sono nato non lo so – Una settimana di lettura accampata tra i filari in occasione del centesimo anniversario della nascita di Cesare Pavese”, “La vera storia di Hilario Halubras”, “Metamorfosi su strada – Lugano, 3 settembre 2011”, “Lezioni recitate Archiviato il 21 gennaio 2021 in Internet Archive.”, “Il comico e la vita – Da un saggio del filosofo Carlo Sini nasce una creazione pubblica”, “Il pensiero politico: letture integrali in vetrina – Prima e seconda puntata: La conquista del pane di Pëtr Alekseevič Kropotkin e Compendio del Capitale di Carlo Cafiero”. Nel 2012 avvia lo stage per attori di creazione pubblica “Verranno giorni che non basterà guardare”. Nel 2013 inaugura Azionate Empatie Urbane®.
Nel 2014 cura drammaturgia (con Gastone Saletnich), regia (con Massimo Nunzi) e recita nello spettacolo “L’Europa a cent’anni dalla Grande Guerra – Musica, immagini e parole per una creazione in undici tempi” per il Salone Internazionale del Libro di Torino. Nel 2015, con Valentina Cabiale, avvia “Dal Monferrato al mondo passando per l’Etiopia”.
Del 2016 è la realizzazione dello spettacolo "CARLO, ETTORE, MARIA E LA REPUBBLICA - Storia di Italia dal 1945 a oggi" e la partecipazione a "Come vi piace" di Shakespeare, una produzione del Teatro Stabile di Torino - Teatro Nazionale con la regia di Leo Muscato; nella stagione 2017/18 recita ne "Il nome della rosa", ancora per la regia di Leo Muscato.
Oltre che in teatro con Leo Muscato, ha lavorato, fra tutti, nel cinema con G. Montaldo e in radio con S. Ferrentino e A. Gozzi.